# Кузнецов, Юрий Поликарпович
Ю́рий Полика́рпович Кузнецо́в (11 февраля 1941, станица Ленинградская, Ленинградский район, Краснодарский край — 17 ноября 2003, Москва) — русский поэт, переводчик, литературный критик, редактор и педагог. Член Союза писателей СССР (1974). Редактор отдела поэзии в журнале «Наш современник» (1996).
Лауреат Государственной премии РСФСР (1990) и ряда других премий.

## Биография
Родился на Кубани в станице Ленинградская Краснодарского края 11 февраля 1941 года в семье кадрового военного, начальника разведки (погиб в 1944 году) и учительницы
Отрочество поэта прошло в Тихорецке, а юность — в Краснодаре. После окончания школы Кузнецов проучился один год в Краснодарском педагогическом институте, откуда ушёл в армию. Служил связистом на Кубе в разгар Карибского кризиса 1962 года. Часто вспоминал об этой поре. После армии некоторое время работал в милиции.
В 1970 году с отличием окончил Литературный институт им. А. М. Горького, семинар С. Наровчатова. После института работал в московском издательстве «Современник» в редакции национальной поэзии. С 1994 года — редактор издательства «Советский писатель», с 1996 года — редактор отдела поэзии в журнале «Наш современник».
Профессор Литературного института, член Союза писателей СССР с 1974 года.
До конца жизни вел поэтические семинары в Литературном институте и на Высших литературных курсах.
В 1990 году подписал «Письмо 74-х».
Скончался на 63-м году жизни в Москве 17 ноября 2003 года от сердечного приступа. Похоронен на Троекуровском кладбище.

## Творчество
Первое стихотворение написал в 9 лет. Первая публикация увидела свет в районной газете в 1957 году. Впервые Кузнецов заявил о себе, как о поэте, будучи студентом Литературного института им. А. М. Горького, стихотворением «Атомная сказка», которое явилось веским аргументом в так называемом споре «физиков и лириков».
Имя Юрия Кузнецова постоянно присутствовало в критике 1970—1980-х годов, вызывая много споров и интерес читателей (например, спор о нравственности или безнравственности строки «Я пил из черепа отца»). Это короткое стихотворение о черепе стало самым ярким выражением скорби и боли поэта о жестокости войны, которая лишила целое поколение возможности сесть за стол с отцами; сыновьям осталось только то, что лежит в могилах: вместо «сказки лица» — одни черепа.
Значительное место в творчестве Юрия Кузнецова занимает военная лирика, стихотворения о Великой Отечественной войне. По признанию поэта, воспоминания о войне стали важнейшими мотивами его поэзии. По мнению некоторых критиков, стихотворение из военной лирики «Возвращение» занимает особое место в творчестве поэта, производя на читателя яркое эмоциональное впечатление. Творчество Юрия Кузнецова служит вдохновением при написании музыкальных произведений. Так, композитор Виктор Захарченко положил на музыку около 30 стихотворений поэта, среди которых «Возвращение», «Когда я не плачу, когда не рыдаю» и др. Их исполняет Государственный академический Кубанский казачий хор. Композитор Г. Дмитриев положил на музыку более 10 стихотворений поэта, среди которых «Возвращение», «Колесо» и др. Хоровое произведение «Китеж всплывающий» (2004), написанное на основе 6 стихотворений, исполняет Большой смешанный хор Академии хорового искусства.
Поэт-бард Александр Мирзаян положил на музыку стихотворения «Муха», «Маркитанты».
Государственная телерадиокомпания «Иркутск» посвятила творчеству Юрия Кузнецова телепередачу (авторы: Г. М. Гайда, В. В. Козлов, В. В. Бронштейн).
Издал около двадцати сборников стихотворений. Стихи переведены на азербайджанский язык. Автор многочисленных стихотворных переводов как поэтов из национальных республик, так и зарубежных (Дж. Байрон, Дж. Китс, А. Рембо, А. Мицкевич, В. Незвал и др.), перевёл также «Орлеанскую деву» Шиллера.
В 1998 году по благословению Святейшего Патриарха Московского и всея Руси Алексия II перевёл на современный русский язык и изложил в стихотворной форме «Слово о законе и благодати» митрополита Илариона, за что ему была вручена литературная премия.
Ключевыми словами поэтического мира Юрия Кузнецова являются символ и миф, разрыв и связь. В своём творчестве Юрий Кузнецов часто обращается к вечным проблемам добра и зла, божественного и человеческого, в его стихах переплетаются философия, мифология и гражданская лирика. Примером тому служат широкие по замыслу поэмы на библейскую тематику («Путь Христа», «Сошествие в Ад»), которые он писал в последние годы. Названия книг Юрия Кузнецова, по его признанию, являются своего рода поэтическими манифестами.
Своё последнее стихотворение «Молитва» он написал за девять дней до смерти. Это — завещание поэта, которого называли «сумеречным ангелом русской поэзии», «самым трагическим поэтом России». К нему относились по-разному. Апологеты обожествляли его, для противников он был «вурдалаком». Вызывало неприятие выраженное в стихах его отношение к женщине («Даже с пьяну так не напишешь»)
В критике можно встретить утверждение, что «Юрий Кузнецов стал одним из самых ярких явлений в русской поэзии второй половины XX века».

Кузнецов принадлежит к числу поэтов, тесно связанных с русской традицией. Он видит свою задачу в постановке извечных вопросов бытия, а не быта. Наряду с историческими стихотворениями (напр. «Сказание о Сергии Радонежском») у него встречаются стихи о второй мировой войне, о событиях современности и о трагической судьбе России. Тема жестокости бытия переплетается с мотивом любви как спасительного начала. Стихам Кузнецова свойственна интонация баллады, а конкретные ситуации описаны сжато, скупо. Он часто обращается к снам, мифам, к фантастике, чтобы притчей или намёками высказать волнующие его мысли.— Вольфганг Казак

## Семья
Жена — Батима Жумакановна Каукенова, дочери Анна и Екатерина.

## Награды и премии
- Орден «Знак Почёта» (1984);
- Государственной премия РСФСР в области литературы (1990) — за книгу стихотворений и поэм «Душа верна неведомым пределам» (1986);
- Есенинская премия (1998);
- Премия имени М. Ю. Лермонтова (2001);
- Премия Д. Кедрина «Зодчий» (2001);
- Благодарность Министра культуры Российской Федерации (14 октября 2003 года) — за многолетний плодотворный труд в области отечественной культуры и заслуги в развитии литературы[16];
- Международный конкурс «Литературной России» (2003).[17].

## Книги
Эту сказку счастливую слышал

Я уже на теперешний лад,

Как Иванушка во поле вышел

И стрелу запустил наугад.

Он пошёл в направленье полёта

По сребристому следу судьбы.

И попал он к лягушке в болото,

За три моря от отчей избы.

— Пригодится на правое дело! —

Положил он лягушку в платок.

Вскрыл ей белое царское тело

И пустил электрический ток.

В долгих муках она умирала,

В каждой жилке стучали века.

И улыбка познанья играла

На счастливом лице дурака.
- Гроза. — Краснодар: Краснодарское книжное издательство, 1966. — 80 с., 4 000 экз.
- Во мне и рядом даль. — М.: Современник, 1974.- 112 с., 10 000 экз.
- Край света — за первым углом. — М.: Современник, 1976.- 142 с., 18 000 экз.
- Выходя на дорогу, душа оглянулась. — М.: Молодая гвардия, 1978. — 112 с., 40 000 экз.
- Стихи. — М.: Советская Россия, 1978. — 224 с., 25 000 экз.
- Отпущу свою душу на волю. — М.: Советский писатель, 1981. — 96 с., 25 000 экз.
- Русский узел. — М.: Современник, 1983. — 224 с., 25 000 экз.
- Ни рано, ни поздно. — М.: Молодая гвардия,1985. — 96 с., 30 000 экз.
- Душа верна неведомым пределам. — М.: Современник, 1986. — 72 с., 20 000 экз.
- Золотая гора. — М.: Советская Россия, 1989. — 320 с., 25 000 экз.
- После вечного боя. — М.:, Советский писатель, 1989. — 112 с., 38 000 экз.
- Стихотворения и поэмы. — М.: Детская литература, 1989—208 с., 100 000 экз.
- Избранное: Стихотворения и поэмы. — М.: Художественная литература, 1990. — 400 с., 25 000 экз.
- Пересаженные цветы: избранные переводы. — М.: Современник, 1990.
- Стихотворения. — М.: Молодая гвардия, 1990. — 256 с., 35 000 экз.
- Стихотворения и поэмы. М., Современник, 1990—352 с., 25 000 экз.
- Ожидая небесного знака. — М.: Воениздат, 1992. — 364 с., 5 000 экз.
- До свиданья! Встретимся в тюрьме. — М.: Современный писатель, 1995.
- Русский зигзаг. — М.: МОП Союза писателей РФ, 1999. — 123 с.; портр.; ISBN 5-7949-0045-8 (Библиотека русской поэзии)
- Путь Христа. — М.: Советский писатель, 2000. — 60 с.; ISBN 5-265-06190-8
- До последнего края. — М.: Молодая гвардия, 2001. — 436 чс.; (Библиотека лирической поэзии «Золотой жираф»)
- Любовная лирика. — Пермь: издательство «Реал», 2002. (Поэты России — XXI век)
- Крестный ход. — М.: Литературно-издательское агентство «СовА», 2006. — 640 с.; ISBN 5-9705-0046-1
- Тропы вечных тем: проза поэта. — М.: Изд. Литературная Россия, 2015. — 720 с.; 1000 экз.; ISBN 978-5-7809-0205-8

По словам вдовы писателя Батимы Каукеновой, название посмертного сборника стихов и поэм Кузнецова было преднамеренно искажено издательством. По воле автора, сборник должен был называться: «Крестный путь». Об этом также свидетельствует одноимённое стихотворение.
Переводы
- Атабаев А. Глубина до небес. / Пер. с туркменского Ю. Кузнецова. — М., 1978
- Атабаев А. Восход солнца. / Пер. с туркменского Ю. Кузнецова. — М., 1981
- Кузнецов Ю. Пересаженные цветы. Избранные переводы. — М., 1986

### Издания за рубежом
- Кузнецов Ю. Стихи. Перевод на азерб. Годжа Халид (Q.Xalid). — Баку: Sirvannesr, 2009. — 44 с. — 300 экз.